# エドワード・リッチ (第8代ウォリック伯爵)

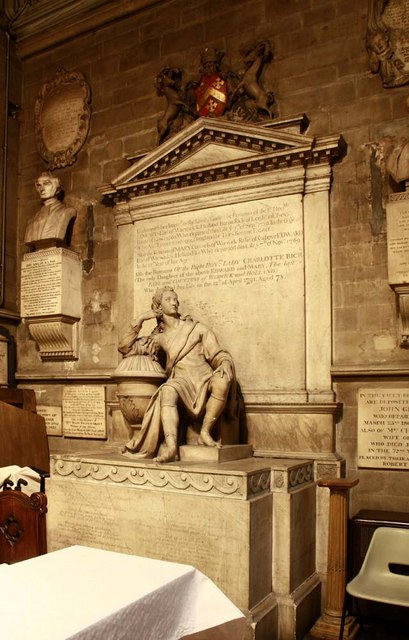
第8代ウォリック伯爵の記念碑、聖メアリー修道院にて。

第8代ウォリック伯爵および第5代ホランド伯爵エドワード・リッチ（英語: Edward Rich, 8th Earl of Warwick and 5th Earl of Holland、1695年 – 1759年9月7日）は、イングランド貴族。

## 生涯
コープ・リッチ（Cope Rich、初代ホランド伯爵ヘンリー・リッチの四男コープの息子）の息子として、1695年に生まれた。1715年にコルネットとしてニュートンの竜騎兵連隊に入隊した。
1721年8月16日に親族にあたる第7代ウォリック伯爵エドワード・ヘンリー・リッチが死去すると、ウォリック伯爵とホランド伯爵の爵位を継承した。
1739年に創設された捨子養育院の初代総裁の1人だった。
1759年9月7日に死去、15日にケンジントンで埋葬された。継承者となる男子を儲けず、爵位は全て断絶した。

## 家族
1712年頃、メアリー・スタントン（Mary Stanton、1769年11月7日没、サミュエル・スタントンの娘）と結婚、1女を儲けた。
- シャーロット（1791年4月12日没） - 生涯未婚、メリルボーンのクイーン・アン・ストリート（Queen Anne Street）で死去